# مر لافتري
مر لافتري (بالإنجليزية: Mur Lafferty)‏ (25 يوليو 1973، درم في الولايات المتحدة)؛كاتِبة وروائية أمريكية. درست في جامعة ولاية كارولينا الشمالية في تشابل هيل.